# Грб Куле
Грб Куле је званични симбол српске општине Кула. Грб је званично усвојен 16. марта 2012. године.
Грб је у складу са модерном европском муниципалном хералдиком, а аутор је Тихомир Ачански.

## Блазон грба
За мали грб: Штит сребрн, уоквирен плавом бордуром, посутом златним житним класовима, по три усправна са сваке стране, по два горе водоравно оријентисана један према другом, и два доле оријентисана један од другог. По средини штита усправна црвена кула, са отвореним вратима и два истоветна крунисана историјска грба града, са сваке стране од куле по средини вертикале.
Средњи грб: Мали грб надвишен сребрном бедемском круном са три видљива мерлона. Около штита водено растиње, трска са три палацке, са сваке стране. Испод свега трака са ћириличним натписом „КУЛА“.
Велики грб: Штит са мотивом основног, Малог грба, надвишен сребрном бедемском круном са три видљива мерлона, из које израстајући златни лав оријентисан надесно, вијори стег АП Војводине, обема шапама држећи га за копље. На постаменту две роде чувари придржавају штит, са сваке стране по једна, придржавајући и окована и у тло пободена копља са којих се у поље вију оперважени стегови, Србије десно и титулара лево. Стег титулара понавља мотив са основног штита. На постаменту доле је водени ток изнад кога је златно поље са четири подрумска отвора затворених врата. Изнад свега, остатак поља постамента је травом обрастао природни пејзаж равнице. У подножју постамента трака са ћириличним натписом „КУЛА“.